# Severus II
Severus (tiếng Latinh: Flavius Valerius Severus Augustus); (? – 307) đôi khi còn được gọi là Severus II, là Hoàng đế Tây La Mã trị vì từ năm 306 đến 307.

## Tiểu sử
Severus xuất thân từ tầng lớp thấp kém, sinh trưởng ở tỉnh Illyria vào khoảng giữa thế kỷ 3.. Thời trẻ vì nghèo khổ nên ông đã gia nhập quân đội, do lập được nhiều chiến công nên được thăng lên chức vụ sĩ quan cấp cao trong quân đội La Mã. Ngoài ra ông còn là bạn thân của Galerius, vì vậy nên Hoàng đế hạ lệnh bổ nhiệm Severus làm Caesar của Đế quốc Tây La Mã vào ngày 1 tháng 5 năm 305. Trong khoảng thời gian đó, ông làm phó hoàng đế dưới quyền Constantius I (Constantius Chlorus) là Augustus ở nửa phía tây của Đế quốc La Mã.
Sau khi Constantius I mất vào mùa hè năm 306, Severus được Galerius thăng lên tước vị Augustus nhằm chống lại con trai của Constantius là Constantinus I được binh sĩ ủng hộ nối ngôi. Khi Maxentius, con trai của vị Hoàng đế đã về hưu Maximianus tiến hành nổi dậy tại Rome, Galerius phái Severus tới đàn áp cuộc nổi loạn. Severus dẫn quân bản bộ kéo từ Mediolanum thẳng đến Roma, trước đây ông từng là chỉ huy cũ trong quân đội của Maximianus. Lo sợ sự xuất hiện của Severus, Maxentius tỏ ý ủng hộ cho Maximianus, người đồng cai trị Đế quốc. Maximianus chấp nhận, khi Severus kéo quân đến dưới chân thành Rome và ra lệnh công hãm, không may vì binh sĩ bất mãn với Severus nên đã bỏ ông mà đi theo Maximianus, chỉ huy cũ của họ. Severus liền bỏ trốn tới Ravenna, một vị trí bất khả xâm phạm. Quân đội của Maximianus vây hãm mãi mà không hạ được thành nên cử sứ giả vào thuyết phục ông nếu đầu hàng nhanh sẽ tha tội chết và đối xử một cách nhân đạo, Severus liền ra thành đầu hàng ngay lập tức vào tháng 4 năm 307. Dù được sự đảm bảo của Maximian nhưng Severus vẫn bị bắt giữ và tống giam tại Tres Tabernae. Khi Galerius đích thân dẫn đại quân xâm lược nước Ý để ngăn chặn Maxentius và Maximianus đồng thời giải cứu Severus, để tránh hậu họa xảy ra nên hai người ra lệnh hành quyết Severus (có thuyết nói ông bị buộc phải tự tử) vào ngày 16 tháng 9 năm 307.